# 彰化市聯外道路列表

## 鐵路

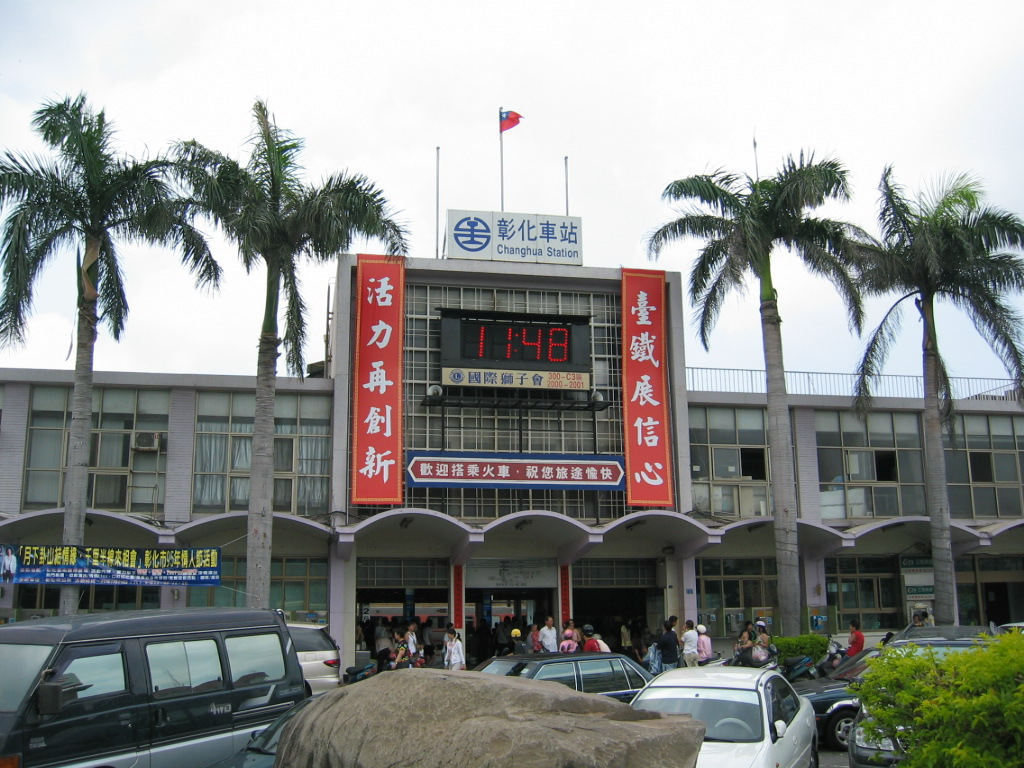
台鐵縱貫線彰化車站

台灣縱貫鐵路竹南經苗栗、臺中到彰化路段，俗稱山線鐵路，現稱臺中線，因坡度陡峻，致使運輸能力不彰，隨著台灣經濟發展蒸蒸日上，客貨運輸日增，因此日本殖民政府在1919年著手興建竹南到彰化之間的海岸線，並於1922年完工，全長91.2公里，彰化市因此成為山海二線鐵路的南端交會處，對彰化市的發展有莫大助益。

## 公路

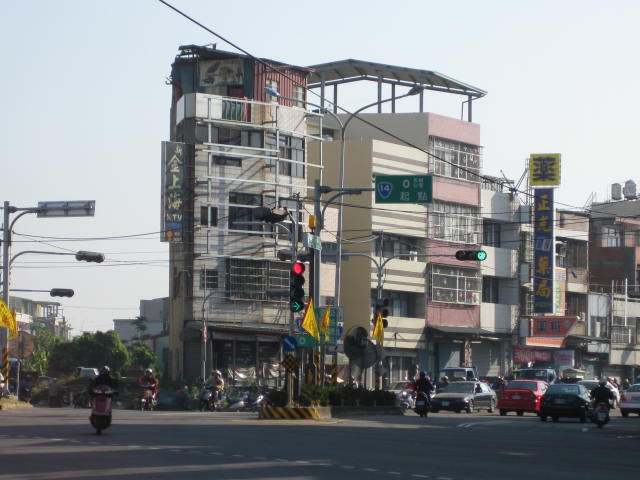
位於彰化市中庄子之台14線起點

彰化市地處內陸，市內並無可供船行的河道，亦無航空站的建設，故聯外交通悉賴陸路。二次大戰後，國民政府陸續在台進行新建公路與改善工作，著手改善西部縱貫公路的路面並拓寬路基、新建大肚橋、完成中山高速公路以及王田、彰化交流道等工程，對彰化市的經濟發展都有著重大影響。
- 國道一號（中山高速公路）
  - 王田交流道（188）
  - 彰化系統交流道（192）
  - 彰化交流道（198）
- 國道三號（福爾摩沙高速公路）
  - 彰化系統交流道（196）
  - 快官交流道（202）

| 級別         | 路名             | 說明 |
| 國道         | 中山高速公路     | 1978年全線完工通車，又稱國道一號，北起基隆，南到高雄，為封閉式高速公路。國道一號沿西緣縱貫彰化市，並在西南設有一處彰化交流道，為北上車輛進出彰化市之門戶，沿台19線可接秀水以南各鄉鎮以及雲林縣，況縣道142號可西接鹿港鎮。國道一號在台中市大肚區、烏日區二區交界也設有一處王田交流道，雖位於彰化市外，然高速公路南下車輛需由此沿台1線進出彰化市，重要性自不待言。王田、彰化交流道相距約9.5公里。                                                        |
| 國道         | 福爾摩沙高速公路 | 2004年全線完工通車，又稱國道三號，以快官交流道與台74線連結，是台灣西部平原丘陵區上第二條南北縱向貫穿全島的高速公路。由於路段建設時的用地取得問題，在臺中市與彰化縣之間原本應該是南北走向的國道三號很例外地是呈現東西向的走向，因此若是自南部北上，則會先經過實際上位於彰化市東方的的臺中市霧峰區、烏日區之後，向西行，至彰化縣北部的彰化市，沿大肚溪西行至彰化縣和美鎮，轉個接近直角的大彎，跨越大肚溪進入臺中市海線地區，與一般人認知的順序不太一樣。 |
| 省道         | 台1線            | 又稱縱貫公路，為台灣西部南北向主要公路幹線。台1線在彰化市內稱中山路，為路寬18至30米的四線道公路，縱貫彰化市全境，北渡大肚溪接台中市，南接彰化以南各鄉鎮及雲林縣。 |
| 省道         | 台1丙線          | 即彰化市金馬路，為台1線在彰化市的支線，東北端在大度橋頭從台1主線分出，右轉金馬東路之後到西南端併入省道台19線，連接彰化交流道，為路寬30米的四線道公路。 |
| 省道         | 台14線           | 即彰化市彰南路，東接芬園鄉及南投縣草屯鎮、埔里鎮，為往來南投、彰化間的重要公路幹線。在彰化市境內為路寬25米的四線道公路。 |
| 省道         | 台14丙線         | 即彰化市彰興路，為台14線支線，始於金馬東路口，東行至外快官附近併入台14主線。 |
| 省道         | 台19線           | 始於彰化市中山路與孔門路交叉口，沿中華路、中華路橋及中華西路接彰化交流道，西南可接秀水鄉、福興鄉、埔鹽鄉以南各鄉鎮，在自強大橋跨濁水溪通雲林，為路寬18米的四線道公路。 |
| 省道快速公路 | 台74線           | 2002年完工通車，南起彰化市快官地區，往北跨大肚溪後在臺中烏日與環中路相接，與國道一號平行。行至北屯短暫東行後即轉南續行，經太平區、大里區後匯入國道3號霧峰系統交流道，未來將與國道四號相接。 |
| 省道         | 台74甲線         | 2004年完工通車，北起台14線與牛埔交流道交叉口，往南至花壇鄉續接台1線，全長9.2公里。 |
| 縣道         | 134線            | 即彰化市彰美路，西接和美鎮與伸港鄉，路寬5至18米，配置二到四線道。 |
| 縣道         | 135線            | 由線東路延伸至彰新路通往國道三號和美交流道。 |
| 縣道         | 137線            | 即彰化市大埔路，於中山路與中興路交叉口沿八卦台地西側南行，貫穿全縣，聯絡社頭、田中、二水各鄉鎮。 |
| 縣道         | 139線            | 即彰化市公園路(虎崗路,環山路,大彰路)，南行縱貫八卦台地。 |
| 縣道         | 142線            | 沿彰鹿路西行銜接秀水鄉、福興鄉、鹿港鎮。 |

| 參考書目：周國屏等編纂，《彰化市志》下冊，第陸篇·交通，第一章·公路，第一節·公路建設與路線，1997年，彰化：彰化市公所。 |